# 電腦情人夢
《電腦情人夢》（A・Iが止まらない!）是日本漫畫家赤松健第一部漫畫作品，最初連載於《週刊少年Magazine》1994年18號連載20回，後來改在《Magazine Special》以月刊方式連載，單行本是由講談社發售共9冊，正體中文版是由東立出版社代理發售。講談社後來還發售新裝版共8冊和完全版共7冊。

## 創作
在赤松健獲得第50回（1993年）週刊少年Magazine新人漫畫賞審查員特別賞之後一段時間，《週刊少年Magazine》的漫畫編輯建議赤松健去創作一部集合美少女和電腦的作品，因為這兩者正是他的專長。他在畫了一份草稿送審後便通過了，而且是在週刊連載。這就是《電腦情人夢》，在1994年發表。但是這是一個錯誤的開始，即使是赤松自己也是這樣認為。為了應付頻繁的連載，他召集了在日本中央大學漫畫研究社的同伴來繪畫作品，然而到了第二十週還是暫停連載了。赤松健最初曾有放棄繼續連載的念頭，但是後來作品在月刊的連載改變了他的想法：他認為在月刊開始才是真正的連載，是他「身為漫畫家的出發點」。雖然《電腦情人夢》的連載是失敗而回，但是因為其構思在當時是比較罕見，因此也為一些漫畫迷所喜愛。

## 故事
擅長程式設計的高中生神戶齊用c語言寫出人工智慧程式女朋友莎蒂，有天晚上的打雷意外將莎蒂實體化，神戶齊也因此和沙蒂開始展開兩人的同居生活。

## 登場人物
神戶齊（神戸ひとし）
高中一年B班學生，1994年時16歲，暱稱「阿齊」，功課與運動都不行，專長是程式設計。在學校是天文社社長兼唯一社員。父母都在美國的電腦公司上班而長住美國，他則獨自住在日本。
莎蒂
阿齊以C語言開發的人工智慧程式，程式代號為「No.30」，因為1994年4月6日晚上的打雷而實體化，成為阿齊的女朋友。胸圍82公分，腰圍58公分，臀圍85公分，身高166公分，體重48公斤。實體化後以「難波莎蒂」為名，成為阿齊的同班同學。個性溫柔加天然呆。
端妮
阿齊以組合語言開發的人工智慧程式，程式代號為「No.20」，享樂主義者，擁有傲人身材，胸圍86公分，臀圍88公分。個性毒舌，被阿齊封存在軟碟片中。莎蒂將她的軟碟片放入阿齊的電腦執行後，她與莎蒂同樣因打雷而實體化。被莎蒂尊稱為「姊姊」。
弗蒂
阿齊以C語言與組合語言開發的人工智慧程式，程式代號為「No.40」。最初設定年齡為12歲，兼有男性及女性人格，第二性徵開始前固定為女性。
星希亞·瑪可多卡蘿（シンシア・マクドゥガル）
原名「Cynthia McDougal」，暱稱「辛蒂」(Cindy)，IBN社長的女兒，亦是好萊塢知名女童星。雖然是IBN社長的女兒，卻有「電腦過敏症」。阿齊到她家教她電腦，想治癒她的「電腦過敏症」，卻引起莎蒂不滿。為了接近阿齊，她轉學到阿齊的學校，強力追求阿齊。
神戶彌生（神戸弥生）
阿齊的妹妹，比阿齊小2歲。她從美國回到日本，想要帶阿齊去美國，被阿齊拒絕。
神戶紀久子（神戸紀久子）
阿齊的親友，日本東北地方一家老旅館主人的女兒。
麻生希美華（麻生希美華）
高中一年B班學生，全班同學的偶像，長得漂亮，功課好，家境富裕，被稱為「高嶺之花」。
新田
阿齊的班導師，對學生極為嚴厲。
彼得4號
電腦病毒。
比利·G（ビリー・G）
彼得4號作者，本名不詳，阿齊的勁敵。
零號·斯百達（0 Spider）
比利·G開發、於最終回登場的電腦病毒，目的是破壞全世界的資料。他擊潰端妮與弗蒂，但最後被莎蒂消滅。
宮原貴子
一年C班學生，高中新聞社社員。
小馬
彌生在麻省理工學院做出的人工智慧程式。

## 各集標題
- Program.01 在雷電交加的夜晚，開始了我不同的人生
- Program.02 目標是龍宮城大旅社
- Program.03 社團活動大進擊！
- Program.04 阿齊帶我到海邊去！
- Program.05 狂笑的入侵者　(Peter4病毒入侵莎蒂)
- Program.06 跟阿齊說再見！
- Program.07 賺錢真是辛苦？
- Program.08 快樂的生日？還是傷心欲絕的生日？
- Program.09 憧憬的美食生活
- Program.10 呼風喚雨的女孩！　(端妮登場)
- Program.11 大姐姐是火爆浪女！
- Program.12 游泳池畔投來的熱情飛吻！
- Program.13 愛情的三角習題
- Program.14 呆頭女大戰妖嬌女！
- Program.15 熱鬧滾滾的山中奇遇
- Program.16 向星星許願！
- Program.17 莎蒂千鈞一髮的時刻　(BILLY.G登場)
- Program.18 死亡陷阱的威脅
- Program.19 目標就是A‧I
- Program.20 A‧I的記憶快甦醒！
- Program.21 小心有人突擊採訪！　(宮原貴子篇)
- Program.22 和巴比一起的日子　(巴比小狗篇)
- Program.23 兩個人的聖誕夜
- Program.24 暴風雪夜上的山上小屋(神戶紀久子登場)
- Program.25 TOUCH ME !
- Program.26 第３個男孩？　(弗帝(蒂)登場)
- Program.27 恐怖的體驗
- Program.28 端午節是女童節嗎？
- Program.29 第一次的跑腿
- Program.30 戀愛之中也有多疑　(竹本美沙子篇)
- Program.31 孩子‧遊戲
- Special Program 憧憬的夏威夷航線！
- Program.32 為失戀乾杯？　(主角端妮)
- Program.33 刺痛小小的胸口　(渡邊裕子篇)
- Program.34 跟我說愛我！
- Program.35 現在正在修行中！
- 全彩HOP1.灰姑娘,No.胸罩篇(單行本未收錄)  (講談社Magazine Special No.1--1995/12/21)
- Program.36 久違的 I MISS YOU
- Program.37 不可原諒的人
- Program.38野性的呼喊　(波奇小狼篇)
- Program.39 若能在夢中相會（前篇）　(石原小夜篇)
- Program.40若能在夢中相會（後篇）
- Special Program 還有2kg的心願無法得償！
- Program.41 目標！格鬥王之路！
- Program.42 好萊屋的美女(辛蒂登場)
- Program.43 美少女辛蒂！
- 全彩HOP2.白雪公主篇(單行本未收錄)  (講談社Magazine Special No.9--1996/8/21)
- Program.44 海灘王后的情人是誰？
- Program.45 空中覽車的誘惑
- Program.46 結局屬於我？「1」
- Program.47 結局屬於我？「2」
- Program.48 結局屬於我？「3」
- Program.49 我愛端妮　(主角端妮)
- Program.50 弗蒂的感受　(主角弗蒂)
- Program.51 自卑感少女「1」　(神戶彌生、小馬登場)
- Program.52 自卑感少女「2」
- Program.53 實體化大恐慌　(Program.0 Spider登場)
- Program.54 我的心
- Program.55 A‧I永遠不要說再見

## 單行本
日文版單行本共有三個版本：初版全9卷、新裝版全8卷、完全版全7卷。東立出版社發行的台灣及香港正體中文版全9卷，封面圖與日文初版不同。TOKYOPOP發行的英國及美國英文版全8卷，翻譯自日文新裝版，標題是「A.I. Love You」。
| 卷數 | 講談社         | 講談社             | 講談社     | 講談社             | 講談社         | 講談社             | 東立出版社 | 東立出版社         |
| 卷數 | 初版           | 初版               | 新裝版     | 新裝版             | 完全版         | 完全版             | 初版       | 初版               |
| 卷數 | 發售日期       | ISBN               | 發售日期   | ISBN               | 發售日期       | ISBN               | 發售日期   | ISBN               |
| ---- | -------------- | ------------------ | ---------- | ------------------ | -------------- | ------------------ | ---------- | ------------------ |
| 1    | 1994年9月13日  | ISBN 4-06-312056-2 | 1999年11月 | ISBN 4-06-334253-0 | 2004年11月17日 | ISBN 4-06-334939-X |            | ISBN 957-34-2841-5 |
| 2    | 1994年11月17日 | ISBN 4-06-312073-2 | 1999年12月 | ISBN 4-06-334266-2 | 2005年1月17日  | ISBN 4-06-334961-6 |            | ISBN 957-34-2842-3 |
| 3    | 1995年3月16日  | ISBN 4-06-312119-4 | 2000年1月  | ISBN 4-06-334274-3 | 2005年2月17日  | ISBN 4-06-334967-5 |            | ISBN 957-34-3310-9 |
| 4    | 1995年7月17日  | ISBN 4-06-312161-5 | 2000年2月  | ISBN 4-06-334279-4 | 2005年3月17日  | ISBN 4-06-334978-0 |            | ISBN 957-34-3311-7 |
| 5    | 1996年3月16日  | ISBN 4-06-312249-2 | 2000年3月  | ISBN 4-06-334288-3 | 2005年4月15日  | ISBN 4-06-334995-0 |            | ISBN 957-34-4204-3 |
| 6    | 1996年7月17日  | ISBN 4-06-312296-4 | 2000年4月  | ISBN 4-06-334294-8 | 2005年5月17日  | ISBN 4-06-372010-1 |            | ISBN 957-34-4205-1 |
| 7    | 1997年2月17日  | ISBN 4-06-312379-0 | 2000年5月  | ISBN 4-06-334304-9 | 2005年6月17日  | ISBN 4-06-372031-4 |            | ISBN 957-34-5134-4 |
| 8    | 1997年5月16日  | ISBN 4-06-312415-0 | 2000年6月  | ISBN 4-06-334309-X | 不適用         | 不適用             |            | ISBN 957-34-6179-X |
| 9    | 1997年10月17日 | ISBN 4-06-312470-3 | 不適用     | 不適用             | 不適用         | 不適用             |            | ISBN 957-34-6180-3 |

## 外部連結
- A・Iが止まらない！(新装版) （页面存档备份，存于）マンガ図書館Z（日語）